# التجمع للتغيير والديمقراطية
التجمع للتغيير والديمقراطية (بالفرنسية: Rassemblement pour le Changement et la Démocratie)‏ كان حزبًا سياسيًا في جزر القمر بقيادة سعيد حسان سعيد هاشم.

## التاريخ
تشكل في عام 1991، حصل الحزب على 8.1% من الأصوات في انتخابات عام 1992، واحتل المركز الثالث. فاز الحزب بمقعد واحد في الانتخابات المبكرة في العام التالي.
في أعقاب انقلاب عام 1995، انضم الحزب إلى الحكومة التي شكلها الرئيس المؤقت طعبي اليشروت محمد، مع صويلح حسن وزيرة العدل والشؤون الإسلامية وشهران سعيد علي وزيرا للخدمات العامة. وكان هاشم مرشح الحزب لانتخابات الرئاسة عام 1996، واحتل المركز التاسع من بين 15 مرشحا.